# Sukadame (Silangkitang)
Sukadame is een bestuurslaag in het regentschap Labuhan Batu Selatan van de provincie Noord-Sumatra, Indonesië. Sukadame telt 2766 inwoners (volkstelling 2010).